# Southport (Australien)
Southport ist eine Stadt an der Küste von Queensland in Australien mit 36.786 Einwohnern. Der Name rührt daher, dass die Stadt den südlichsten Hafen der Kolonie Queensland besaß. Verwaltungstechnisch ist sie Teil der Großstadt Gold Coast, die 1958 aus dem Zusammenschluss mehrerer Nachbargemeinden entstanden ist. Southport stellt dabei das Geschäftsviertel von Gold Coast dar, während die Touristenzentren, die sich früher ebenfalls hier konzentriert haben, weitgehend in andere Stadtteile abgewandert sind.
Southport war früher ein Zentrum der Holzverarbeitung. 1898 erhielt die Stadt einen Eisenbahnanschluss, der Southport mit Brisbane verband. Die Entwicklung der Stadt wurde durch den Bau der Jubilee Bridge nach Main Beach gefördert. Vor allem seit Ende des Zweiten Weltkriegs stieg die Stadt zu einem beliebten Urlaubsort auf.
Vor der Küste vor Southport wurden unter anderem Schiffsszenen für den Film Pirates of the Caribbean: Salazars Rache gedreht.

## Persönlichkeiten
Söhne und Töchter der Stadt 
- Ruth Sanger (1918–2001), Hämatologin
- Debbie Bowman (* 1963), Hockeyspielerin
- Jai Taurima (* 1972), Weitspringer
- Karl Dodd (* 1980), Fußballspieler
- Grant Hackett (* 1980), Schwimmer
- Michael Shelley (* 1983), Marathonläufer
- Mitchell „Mitch“ Nichols (* 1989), Fußballspieler
- Elise Kellond-Knight (* 1990), Fußballspielerin
- Jade Neilsen (* 1991), Schwimmerin
- Thomas Michael „Tommy“ Oar (* 1991), australisch-spanischer Fußballspieler
- Jack Haig (* 1993), Radrennfahrer
- Nikita Pablo (* 1995), Synchronschwimmerin
- Kiah Melverton (* 1996), Schwimmerin
- Dylan Schmidt (* 1997), neuseeländischer Trampolinspringer
- Olivia McTaggart (* 2000), neuseeländische Stabhochspringerin
- Alexandria Perkins (* 2000), Schwimmerin